# 日本加工製紙
日本加工製紙株式会社（にっぽんかこうせいし、英文社名 NIPPON KAKOH SEISHI CO.,LTD）は、かつて日本に存在した製紙会社。カタログなどに使用されるコート紙やアート紙などを製造していた。
製紙業界の中では中堅に位置し、東証1部にも上場していたが、約831億の負債を抱え自己破産。
高萩市に存在した主力工場の高萩工場はインドネシアの華人系財閥シナルマス・グループの日本法人「オール・ペーパー・アンド・プリンティング・プロダクツ(AP＆PP)」が買収。同社は工場から設備を搬出後、跡地を「AP＆PP高萩事業所」として管理、映像作品の廃墟シーンなどのロケ地として貸し出してきた。
2018年5月28日、工場跡地の大部分を占める約33ヘクタールに最大出力2万5千キロワットの大規模太陽光発電施設(メガソーラー)が竣工した
ひたちなか市の勝田工場は北越製紙が買収した。

## 沿革
- 1917年2月22日 - 設立。
- 1965年 - 高萩パルプと合併。
- 2002年5月29日 - 東京地方裁判所に自己破産を申請。
- 2002年6月13日 - 東証1部上場廃止。